# 레디스
레디스(Redis)는 Remote Dictionary Server의 약자로서, "키-값" 구조의 비정형 데이터를 저장하고 관리하기 위한 오픈 소스 기반의 비관계형 데이터베이스 관리 시스템(DBMS)이다. 2009년 살바토르 산필리포(Salvatore Sanfilippo)가 처음 개발했다. 2015년부터 Redis Labs가 지원하고 있다. 모든 데이터를 메모리로 불러와서 처리하는 메모리 기반 DBMS이다. BSD 라이선스를 따른다. DB-Engines.com의 월간 랭킹에 따르면, 레디스는 가장 인기 있는 키-값 저장소이다.

## 지원하는 언어
많은 언어들이 레디스를 바인딩하고 포함하고 있다 : 

ActionScript, C, C++, C#, Clojure, 커먼 리스프, Dart, Erlang, Go, 하스켈, Haxe, Io, 자바, Node.js, Lua, 오브젝티브-C, 펄, PHP, Pure Data, 파이썬, R, Ruby, Scala, Smalltalk 및 Tcl.

## 데이터 모델
외부층에서 레디스의 데이터 모델은 키를 값에 맵핑하는 자료구조의 디렉토리이다. 레디스 그리고 기타 구조화된 스토리지 시스템 사이의 주요 차이점 중 하나는 레디스는 스트링뿐만 아니라 자료구조의 추상적 자료형(Abstract Data Type)도 지원을 한다는 점이다.
- 문자열의 리스트
- 문자열의 집합 (반복되지 않고 정렬되지 않은 요소의 집합)
- 문자열의 정렬된 집합 (스코어라고 불리는 부동소수점의 지시를 받는 반복되지 않는 요소의 집합)
- 키와 밸류가 스트링인 해시

값의 종류는 어떤 조작들이 값 그 자체로서 사용가능한지 결정을 한다.

## 참조 문헌
1. 1 2  Bernardi, Stefano (2011년 1월 4일). “An interview with Salvatore Sanfilippo, creator of Redis, working out of Sicily”. 《EU-Startups》. Menlo Media.
2. 1 2  Haber, Itamar (2015년 7월 15일). “Salvatore Sanfilippo: Welcome to Redis Labs”. 《Redis Labs》.
3. ↑  “Release 8.0.3”. 2025년 7월 6일. 2025년 7월 7일에 확인함.
4. ↑  “FAQ: Redis”. 《Redis.io》.
5. ↑  “DB-Engines Ranking of Key-value Stores”. 2013년 7월 7일에 원본 문서에서 보존된 문서. 2014년 2월 7일에 확인함.
6. ↑  “Redis language bindings”. 2014년 2월 8일에 원본 문서에서 보존된 문서. 2014년 2월 7일에 확인함.
7. ↑  CRAN – Package rredis

## 같이 보기
- Memcached